# Hochterrasse
Eine Hochterrasse ist nach Albrecht Penck (um 1900) eine während der Riß-Kaltzeit entstandene Flussterrasse. Nach Forschungen späterer Geologen (siehe Schotterterrasse) können Hochterrassen anderswo – je nach geografischer Lage – auch auf tektonische oder  thalassostatische Ursachen zurückgehen.
Penck erkannte erstmals 1882 die Bedeutung von Flussterrassen für die Gliederung des Pleistozäns. Die Hochterrassen Süddeutschlands bilden heute oftmals leicht wellige Ackerlandschaften, in einiger Entfernung der großen Flüsse.